# Symplocos ulotricha
Symplocos ulotricha är en tvåhjärtbladig växtart som beskrevs av Yong Yuan Ling. Symplocos ulotricha ingår i släktet Symplocos och familjen Symplocaceae. Inga underarter finns listade i Catalogue of Life.